# Бучкинта
Бучкинта (груз. ბუჭყინტა) — село в Грузии, на территории Тианетского муниципалитета края (мхаре) Мцхета-Мтианети.

## География
Село находится в центральной части Грузии, на западном склоне Картлийского хребта, на левом берегу реки Шарахеви (левый приток Пшавской Арагви), вблизи места впадения в неё реки Бичиура, на расстоянии приблизительно 15 километров (по прямой) к северо-западу от посёлка городского типа Тианети, административного центра муниципалитета. Абсолютная высота — 1632 метра над уровнем моря.

## Население
По результатам официальной переписи населения 2014 года постоянное население в Бучкинте отсутствовало.
| Год  | Население, человек |
| ---- | ------------------ |
| 2002 | 1                  |
| 2014 | ↘ 0                |